# Markgräflerland
Markgräflerland (literalmente: margraviato o país de margrave) es una región en el extremo suroeste de Baden-Wurtemberg, Alemania. La región al norte se llama Brisgovia. En el este se elevan las montañas de la Selva Negra. Al oeste y al sur corre el río Rin que forma la frontera natural con Alsacia (Francia) al oeste y Suiza al sur.